# Dežanovac
Dežanovac est un village et une municipalité située dans le comitat de Bjelovar-Bilogora, en Croatie. Au recensement de 2001, la municipalité comptait 3 355 habitants, dont 54,37 % de Croates, 23,49 % de Tchèques et 13,74 % de Serbes ; le village seul comptait 1 053 habitants.

## Localités
La municipalité de Dežanovac compte 12 localités :
| - Blagorodovac - Dežanovac - Donji Sređani - Drlež - Golubinjak - Gornji Sređani | - Goveđe Polje - Ivanovo Polje - Kaštel Dežanovački - Kreštelovac - Sokolovac - Trojeglava |